# Tăutești (okręg Botoszany)
Tăutești – wieś w Rumunii, w okręgu Botoszany, w gminie Ungureni. W 2011 roku pozostawała niezamieszkana.